# Religia w Szkocji
Szkocja jest tradycyjnie krajem chrześcijańskim; przynależność do tej religii deklaruje około 65% mieszkańców. Najwięcej Szkotów (42% w 2005 r.) należy do kalwińskiego Kościoła Szkockiego, który od 1560 jest Kościołem państwowym („Kościołem narodowym”).

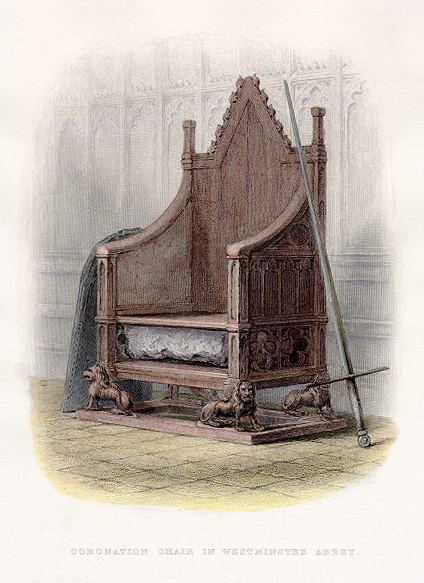
Kamień ze Scone w 1855 r.

## Historia

### Do XVI w.
Mieszkańcy Szkocji w czasach przedchrześcijańskich wyznawali religię politeistyczną, zbliżoną do religii celtyckich. Chrześcijaństwo zostało wprowadzone przypuszczalnie w V-VI wieku przez mnichów z Irlandii - św. Niniana i św. Kolumba. Chrystianizacja następowała powoli; ważną rolę w tym dziele odgrywały klasztory misyjne, m.in. na wyspie Iona. Związki z katolicyzmem były jednak początkowo bardzo luźne; prymat papieża został ustalony dopiero w XI wieku. We wczesnym średniowieczu utworzono system parafii pod bezpośrednią kontrolą królów. Jednym z symboli związku królestwa z chrześcijaństwem był koronacyjny Kamień ze Scone. Popularny był również kult świętych: św. Piotra i św. Andrzeja oraz miejscowych świętych: Dronstana i Serfa z Culross. Niewielka liczba wyznawców judaizmu pojawiła się w Szkocji już w XI wieku.

### Rozwój protestantyzmu
Rozkwit monastycyzmu i bogactwo dostojników kościelnych budziło rosnący sprzeciw ludności Szkocji, co ułatwiło wprowadzenie reformacji w XVI wieku przez Johna Knoxa. Opór królowej Marii Stuart przeciwko wprowadzaniu kalwinizmu spowodował radykalizację protestantów: w 1560 parlament Szkocji ogłosił kalwinizm jedyną religią państwową i zakazał innych praktyk religijnych. Gorliwość w walce z katolicyzmem doprowadziła do zburzenia lub zrujnowania niemal wszystkich kościołów, z wyjątkiem katedr w Edynburgu i w Stornoway. Od 1690 powstał współczesny Kościół Szkocki (tzw. Kirk) - uznany za „narodowy”, ale niezależny od państwa w kwestiach doktrynalnych. Do początku XX wieku ten Kościół kształtował charakterystyczną obyczajowość Szkotów (oszczędność, skromność i gospodarność). Od 1689 wyodrębnił się w Szkocji anglikański Szkocki Kościół Episkopalny. Każdy brytyjski monarcha (oprócz przynależności do anglikanizmu) musi należeć do państwowego Kościoła Szkocji.

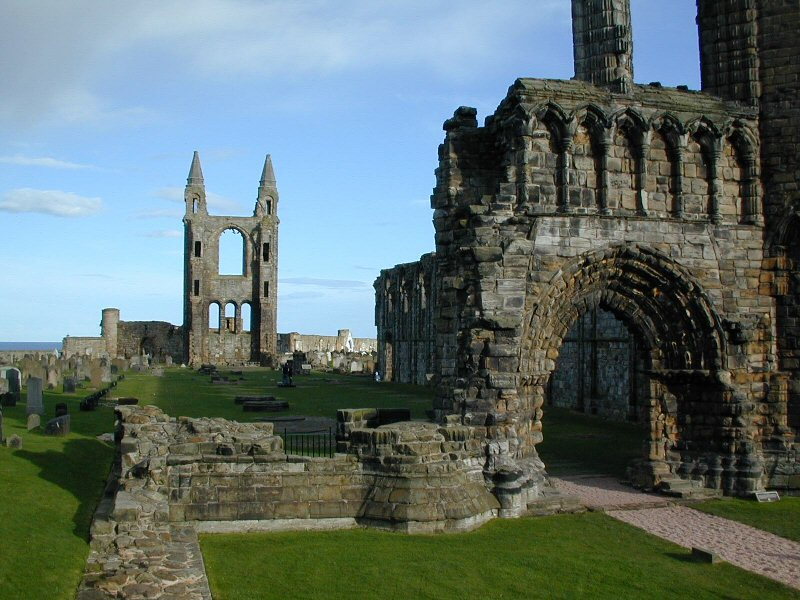
Ruiny katedry św. Andrzeja w Fife, zniszczonej w okresie reformacji

W XIX i XX wieku pojawiły się w Szkocji inne wspólnoty protestanckie: metodyści, kongregacjonaliści, kwakrzy, adwentyści, baptyści, zielonoświątkowcy. W XIX wieku przez schizmę w kościele narodowym powstał inny związek prezbiteriański – Wolny Kościół Szkocji, który liczy kilka tysięcy wiernych i ma charakter bardziej konserwatywny.

### Katolicyzm w Szkocji
XVI wiek przyniósł faktyczną likwidację Kościoła katolickiego w Szkocji. Ocalały jedynie bardzo nieliczne wspólnoty katolickie na odległych wyspach -południowych Hebrydach Zewnętrznych (wyspy South Uist i Barra). Dopiero XIX w. przyniósł znaczące zwiększenie liczby katolików w zachodniej Szkocji- na skutek imigracji z Irlandii. Kolejni imigranci katoliccy napłynęli w XX w. z Włoch i Polski, głównie do regionu Glasgow. Z tamtych czasów datuje się rywalizacja drużyn piłkarskich: katolickiej Celtic F.C. i protestanckiej Rangers. Obecnie katolicyzm jest drugim co do liczebności wyznaniem Szkocji (około 16% ludności).

### Obecnie
Szkocja od połowy XX w. szybko się laicyzuje i coraz mniej osób praktykuje tradycyjne religie, a prawie 28% określa się jako ateiści.
W tym samym czasie pojawiły się nowe religie, takie jak islam (wyznawany głównie przez imigrantów, mniej niż 1% ludności), buddyzm, hinduizm (m.in. Hare Kryszna), sikhizm i neopogaństwo (wicca, neodruidyzm i celtycki politeizm rekonstrukcjonistyczny). Obecnie w Szkocji mieszka 6400 wyznawców judaizmu.
Według spisu powszechnego z 2011 roku w Szkocji 8543 osób deklarowało się jako Świadkowie Jehowy, a 4651 utożsamiało się z Kościołem Jezusa Chrystusa Świętych w Dniach Ostatnich.
23 maja 2022 roku Zgromadzenie Ogólne Kościoła Szkocji zagłosowało za zezwoleniem zawierania małżeństw osób tej samej płci, stosunkiem głosów 274 za i 136 przeciwko.

## Statystyki (2003)
| Przynależność religijna w Szkocji | Przynależność religijna w Szkocji | Przynależność religijna w Szkocji | Przynależność religijna w Szkocji | Przynależność religijna w Szkocji |
| --------------------------------- | --------------------------------- | --------------------------------- | --------------------------------- | --------------------------------- |
| Religia/Wyznanie                  | Obecna przynależność              | %                                 | Wychowany w tej religii           | %                                 |
| Kościół Szkocki                   | 2.146.251                         | 42,4                              | 2 392 601                         | 47,3                              |
| Bezwyznaniowość                   | 1 394 460                         | 27,5                              | 887 221                           | 17,5                              |
| Kościół rzymskokatolicki          | 803 732                           | 15,9                              | 859 503                           | 17,5                              |
| Inne Kościoły chrześcijańskie     | 344 562                           | 6,8                               | 424 221                           | 8,4                               |
| Przynależność nieokreślona        | 278 061                           | 5,5                               | 422 862                           | 8,4                               |
| Islam                             | 42 557                            | 0,8                               | 42 264                            | 0,8                               |
| Inne religie                      | 26 974                            | 0,5                               | 8447                              | 0,2                               |
| Buddyzm                           | 6830                              | 0,1                               | 4704                              | 0,1                               |
| Sikhizm                           | 6572                              | 0,1                               | 6821                              | 0,1                               |
| Judaizm                           | 6448                              | 0,1                               | 7446                              | 0,1                               |
| Hinduizm                          | 5564                              | 0,1                               | 5921                              | 0,1                               |
| Ogółem                            | 5 062 011                         | 100                               | 5 062 011                         | 100                               |